# Africa Hitech
Africa Hitech — электронный музыкальный проект, созданный Марком Притчардом (англ. Mark Pritchard) и Стивом Спэйсеком (англ. Steve Spacek). Первой их работой стал мини-альбом «Blen», вышедший в апреле 2010 года, а за ним в июне 2010 года вышел альбом «Hitecherous». В мае 2011 года на независимом лейбле Warp Records был записан их полноценный дебютный альбом «93 Million Miles».

## Оценка
Журнал Pitchfork оценил альбом «93 Million Miles» на 8,3 с рецензией: 

It’s no small feat to craft something this adventurous and eclectic and still have it turn out to share the cohesion of a DJ mix, but Africa Hitech manage just that — and despite all the left turns, you want to stick by their side every step of the way.— Рецензия на Pitchfork

## Дискография

### Альбомы
- 93 Million Miles (2011)

### Мини-альбомы
- Blen (2010)
- Hitecherous (2010)
- Out in the Streets (VIP) (2011)
- Do U Really Wanna Fight (2011)